# Guy d'Auxerre
Guy, appelé Guy d'Auxerre, mort le 6 janvier 961, est évêque d'Auxerre de 933 à 961.

## Biographie
Guy est connu par la Vita Guidonis, probablement rédigée en 961 ou 962 par un chanoine d'Auxerre inconnu, juste après la mort de Guy. Elle a été intégrée dans les Continuationes des Gesta Episcoporum Autissiodorensium. Guy est également mentionné par Flodoard dans ses Annales Ecclesiae Remensis.
Guy est né dans le diocèse de Sens à la fin du IXe siècle. Éduqué par l'évêque d'Auxerre Hérifrid (887-909), il est nommé archidiacre d'Auxerre.
Chapelain du roi Raoul et de la reine Emma, Guy est élu évêque d'Auxerre en 933, à la demande du roi Raoul. Il succède à l'évêque Gaudri (918-933). Il est sacré le 19 mai 933.
Entre 933 et 936, Guy offre à l'évêque de Nevers, dont la cathédrale est dédiée à saint Cyr, une relique de ce saint, un fragment de crâne. La cathédrale d'Auxerre ayant brûlé alors qu'il la faisait agrandir, il la fait reconstruire. Cette cathédrale subsiste jusqu'à un nouvel incendie qui la détruit en 1023, en même temps que le reste de la ville.
Selon Flodoard, le comte de Vermandois confie à Guy l'éducation de son fils, Hugues de Reims, archevêque de Reims. En 949, Guy et l'évêque de Troyes Anségise sont envoyés par Hugues le Grand auprès du roi Louis d'Outremer pour obtenir une trêve dans le conflit qui oppose Hugues et Louis .
Selon le nécrologe de la cathédrale d'Auxerre, Guy est mort le 6 janvier 961.